# Konrad Patek
Konrad Patek (ur. 19 lutego 1885 w Warszawie, zm. ?) – polski działacz partyjny, urzędnik i ekonomista, major Wojska Polskiego, pierwszy przewodniczący Prezydium Wojewódzkiej Rady Narodowej w Szczecinie (1946–1948), poseł do Krajowej Rady Narodowej (1946–1947).

## Życiorys
W 1912 ukończył studia na Uniwersytecie Odeskim, uzyskał także stopień doktora. Brał udział w organizowaniu tamtejszego „Domu Polskiego”. Od 1907 członek Polskiej Partii Socjalistycznej. Po studiach pracował kolejno w Najwyższej Izbie Kontroli, od 1920 w Ministerstwie Spraw Wojskowych (w stopniu majora) oraz od 1932 w Ministerstwie Przemysłu i Handlu. W 1933 był członkiem Rady Nadzorczej Polskich Kopalni Skarbowych na Górnym Śląsku - Spółka Dzierżawna S.A. w Katowicach. W 1935 został dyrektorem finansowym Liniach Żeglugowych Gdynia-Ameryka, a w 1936 wicedyrektorem administracyjnym w Polskim Instytucie Rozrachunkowym.
Po wyzwoleniu wyjechał z Warszawy na Pomorze Zachodnie, został przewodniczącym tamtejszego Komitetu Wojewódzkiego Polskiej Partii Socjalistycznej (lubelskiej) (był nim sierpnia 1946 do czerwca 1947, następnie do sierpnia 1948 przewodniczył Radzie Wojewódzkiej PPS). Pomiędzy marcem a czerwcem 1946 kierował delegaturą Komisji Specjalnej do walki z nadużyciami i szkodnictwem w Szczecinie. Od 16 czerwca 1946 przewodniczył Prezydium nowo powołanej Wojewódzkiej Rady Narodowej w Szczecinie, pozostał nim do września 1948. Z rekomendacji szczecińskiej WRN od 20 września 1946 do końca kadencji był posłem do Krajowej Rady Narodowej. Kierował także Komitetem Organizacyjnym Politechniki Szczecińskiej. W 1948 powołany do Naczelnej Rady Spółdzielczej.

## Ordery i odznaczenia
- Srebrny Krzyż Zasługi (8 sierpnia 1925)[7]